# Harpyionycteris celebensis
Il pipistrello della frutta arpia di Sulawesi (Harpyionycteris celebensis Miller & Hollister, 1921) è un pipistrello appartenente alla famiglia degli Pteropodidi, endemico dell'Isola di Sulawesi.

## Descrizione

### Dimensioni
Pipistrello di medie dimensioni, con la lunghezza della testa e del corpo tra 117 e 153 mm, la lunghezza dell'avambraccio tra 84,2 e 90 mm, la lunghezza del piede tra 19,2 e 24,7 mm, la lunghezza delle orecchie tra 16,4 e 18,7 mm e un peso fino a 142 g.

### Aspetto
Le parti dorsali sono marroni scure con la base dei peli più scura, il collo e la testa sono più chiare, mentre le parti ventrali sono bruno-grigiastre, più chiare sotto la gola. Il muso è lungo ed affusolato, gli occhi sono grandi. Le orecchie sono relativamente corte e con l'estremità arrotondata. Le ali sono ricoperte di macchie più chiare. È privo di coda, mentre l'uropatagio è ridotto ad una sottile membrana lungo la parte interna degli arti inferiori.

## Biologia

### Comportamento
Non sono riportate in letteratura informazioni sui ricoveri. Poiché recenti studi filogenetici hanno evidenziato la stretta parentela con specie cavernicole, come il genere Dobsonia e Boneia, potrebbe rifugiarsi all'interno di grotte.

### Riproduzione
Femmine gravide sono state catturate a gennaio e settembre, mentre piccoli sono stati osservati in gennaio, maggio, giugno e luglio.

## Distribuzione e habitat
Questa specie è diffusa sull'isola di Sulawesi e Buton.
Vive nelle foreste primarie e disturbate fino a 2.120 metri di altitudine. È stata osservata anche in piantagioni di cacao.

## Conservazione
La IUCN Red List, considerato che non è abbastanza comune all'interno del suo vasto Areale e probabilmente soggetta alla caccia, classifica H. celebensis come specie vulnerabile (VU).